# Мандзулашвили, Варден Давидович
Варден Давидович Мандзулашвили (1924 год, село Ахалцих, Ахалцихский уезд, ССР Грузия — неизвестно, Каспи) — машинист листоформовочной машины Каспского цементного завода Министерства строительных материалов СССР, Грузинская ССР. Герой Социалистического Труда (1971). Депутат Верховного Совета Грузинской ССР 7 — 8 созывов.

## Биография
Родился в 1924 году в крестьянской семье в селе Ахалцих Ахалцихского уезда. После окончания местной школы трудился разнорабочим на Каспском цементном заводе. Получив в последующем профессиональное образование трудился на этом же заводе машинистом листоформовочной машины. Член КПСС.
Ежегодно показывал высокие трудовые результаты. Досрочно выполнил личные социалистические обязательства и производственные планы Восьмой пятилетки (1966—1970) и вошёл в число передовиков производства. Указом Президиума Верховного Совета СССР от 7 мая 1971 удостоен звания Героя Социалистического Труда за «выдающиеся производственные успехи в выполнении заданий пятилетнего плана» с вручением ордена Ленина и золотой медали «Серп и Молот» (№ 15535).
За выдающиеся трудовые достижения по итогам работы в годы Девятой пятилетки (1971—1975) награждён Орденом Трудового Красного Знамени.
Избирался депутатом Верховного Совета Грузинской ССР 7-го и 8-го созывов (1967—1975), делегатом XXV съезда КПСС (1976).
После выхода на пенсию проживал в городе Каспи. С 1980 — персональный пенсионер союзного значения. Дата смерти не установлена.
Награды
- Герой Социалистического Труда
- Орден Ленина
- Орден Трудового Красного Знамени (04.03.1976)
- Медаль «За трудовое отличие» (02.04.1966)